# Ацуги
А́цуги (яп. 厚木市 Ацуги-си) — особый город Японии, расположенный в префектуре Канагава. Площадь города составляет 93,83 км², население — 225 131 человек (1 августа 2014), плотность населения — 2399,35 чел./км².

## Экономика
Ацуги известен главным образом как спальный район агломерации Токио—Йокогама.
Nissan Motors имеет здесь дизайнерский центр, основанный в 1982 году. В городе расположены технологические центры Atsugi Technology Center и Atsugi Technology Center No. 2, принадлежащие Sony. В городе также расположена штаб-квартира компании Anritsu.

## Образование
- Университет Сёин

## Города-побратимы
Ацуги породнён с тремя городами:
- Нью-Бритен, США;
- Янчжоу, КНР;
- Кунпхо, Республика Корея.